# Federico Gattorno
Federico Gattorno (Genova, 13 gennaio 1836 – Roma, 17 giugno 1913) è stato un militare e politico italiano.

## Biografia
Originario di una famiglia di armatori e commercianti che importano granaglie dall'Europa orientale trascorre gran parte della giovinezza a Odessa, Kiev e Taganrog, dove cura gli interessi di famiglia. Nipote di Federico Campanella, collaboratore di Garibaldi ed esponente di spicco della Massoneria, viene a sua volta iniziato ed inizia ad approndire gli ideali repubblicani di Giuseppe Mazzini.
Mentre si trova in Russia viene raggiunto dalla notizia della spedizione dei mille; raggiunta Costantinopoli organizza una compagnia di 150 emigrati italiani, in gran parte con conti in sospeso con la giustizia, e noleggiata una nave raggiunge dapprima Ancona e quindi la Sicilia. Essendo Garibaldi già passato in Calabria nel 1860 raggiunge Napoli, dove viene nominato ufficiale nello stato maggiore di Nino Bixio. Viene decorato per la sua partecipazione alla battaglia del Volturno ma di li a due anni subisce il primo arresto per aver preso parte alla spedizione sull'Aspromonte.
Rilasciato per amnistia torna a viaggiare per l'azienda di famiglia in Russia, Inghilterra e Paesi Bassi. 
Nel 1866, inquadrato nei carabinieri genovesi di Antonio Mosto, prende parte all'invasione del Trentino combattendo a Suello, Condino e Bezzecca. Organizza anche il reclutamento dei volontari per la spedizione nell'agro romano, cui non può prendere parte causa una condanna per cospirazione. Tornato in libertà nel 1866 entrà nella società dei reduci fondata da Stefano Canzio, un sodalizio strettamente sorvegliato dalla polizia per l'attività sovversiva che conduce. Nel 1896 subisce il terzo arresto; con Canzio e Mosto è accusato di aver organizzato un attentato contro il Re, ma dopo qualche mese sono tutti rilasciati con un non luogo a procedere.
La scarcerazione dà luogo a manifestazioni festanti dei repubblicani di Genova ma nel 1870 viene di nuovo arrestato per una cospirazione rivoluzionaria di stampo mazziniano. Torna libero in tempo per seguire Ricciotti Garibaldi in Francia, combattendo a Autun e a Digione e guadagnandosi la decorazione della Legion d'onore. Nel 1878 subisce un ulteriore arresto. Le manifestazioni di rotesta dei repubblicani sono guidate da Teresita Garibaldi ma da Caprera si muove Garibaldi in persona, che va a visitare i detenuti e ne ottiene la liberazione.
Nel 1882 si candida per la prima volta deputato, sostenuto dal Comitato democratico radicale, ma non viene eletto. 
Nel 1885 si stabilisce a Roma, dove è uno dei più solerti animatori dei circoli repubblicani. Militante della prima ora del Partito Repubblicano Italiano (fondato nel novembre 1895) si schiera con Ernesto Nathan e Luigi Arnaldo Vassallo e prende parte ai lavori di un comitato per la costituzione della federazione regionale repubblicana del Lazio.
Nel 1896 parte alla volta della Grecia seguendo nuovamente Ricciotti Garibaldi. Prende parte alla guerra contro l'Impero Ottomano col grado di colonnello al comando del III° battaglione garibaldino a difesa delle Termopili.
Nel 1897 viene candidato deputato nei collegi Roma II e Rimini: eletto in quest'ultimo acquistava nel frattempo importanza nel Grande Oriente d'Italia, dove Ernesto Nathan aveva sostituito Adriano Lemmi nel ruolo di gran maestro. Nathan suscita speranze tra quanti chiedono una massoneria più fedele alla tradizione anticlericale e repubblicana, evitando compromissioni coi governi monarchici. In questo periodo contribuisce alla fondazione del quotidiano "l'Italia e fa parte del comitato per l'erezione della statua di Giordano Bruno a Campo de Fiori.